# Pioneer 2
Pioneer 2 war eine Raumsonde der US-amerikanischen Weltraumorganisation NASA im Rahmen des Pioneer-Programms.
Wie ihre beiden Vorgängerinnen, Pioneer 0 und Pioneer 1 sollte das Gerät in eine Mondumlaufbahn einschwenken und Fernsehbilder der Mondoberfläche übermitteln.
Das Flugmanöver sah damals noch keine vorgängige Parkbahn um die Erde vor.

## Aufbau
Pioneer 2 war spinstabilisiert und bestand aus einer Zylindersektion von 74 cm Durchmesser und sich daran anschließenden flachen Kegelstümpfen mit einer Gesamthöhe von 76 cm. Der Antrieb, ein Feststofftriebwerk von 105 N Schub, war auf der einen Seite angebracht, Lageregelung und Antennen gegenüber. Von der Gesamtmasse von 39,5 kg entfielen 15,6 kg auf die Nutzlast, darunter eine niedrig auflösende Kamera, Magnetometer, Strahlungsmessgeräte sowie ein Mikrophonsystem zur Detektion von Einschlägen im Satelliten. Die Stromversorgung erfolgte über drei verschiedene Batteriesysteme.

## Mission
Nach dem geglückten Start schalteten die Triebwerke der 2. Stufe zu früh ab. Die dritte Stufe zündete aufgrund einer Fehlfunktion gar nicht. So konnte die Raumsonde das Gravitationsfeld der Erde nicht verlassen. Stattdessen erreichte sie nur eine Gipfelhöhe von ungefähr 1.550 Kilometern und verglühte nach 45 Minuten in der Erdatmosphäre. Dabei konnten die Experimente jedoch einige wenige Daten über den äußeren Strahlungsgürtel der Erde sowie die Häufigkeit von Mikrometeoriten sammeln.